# Gößnitz (Thüringen)

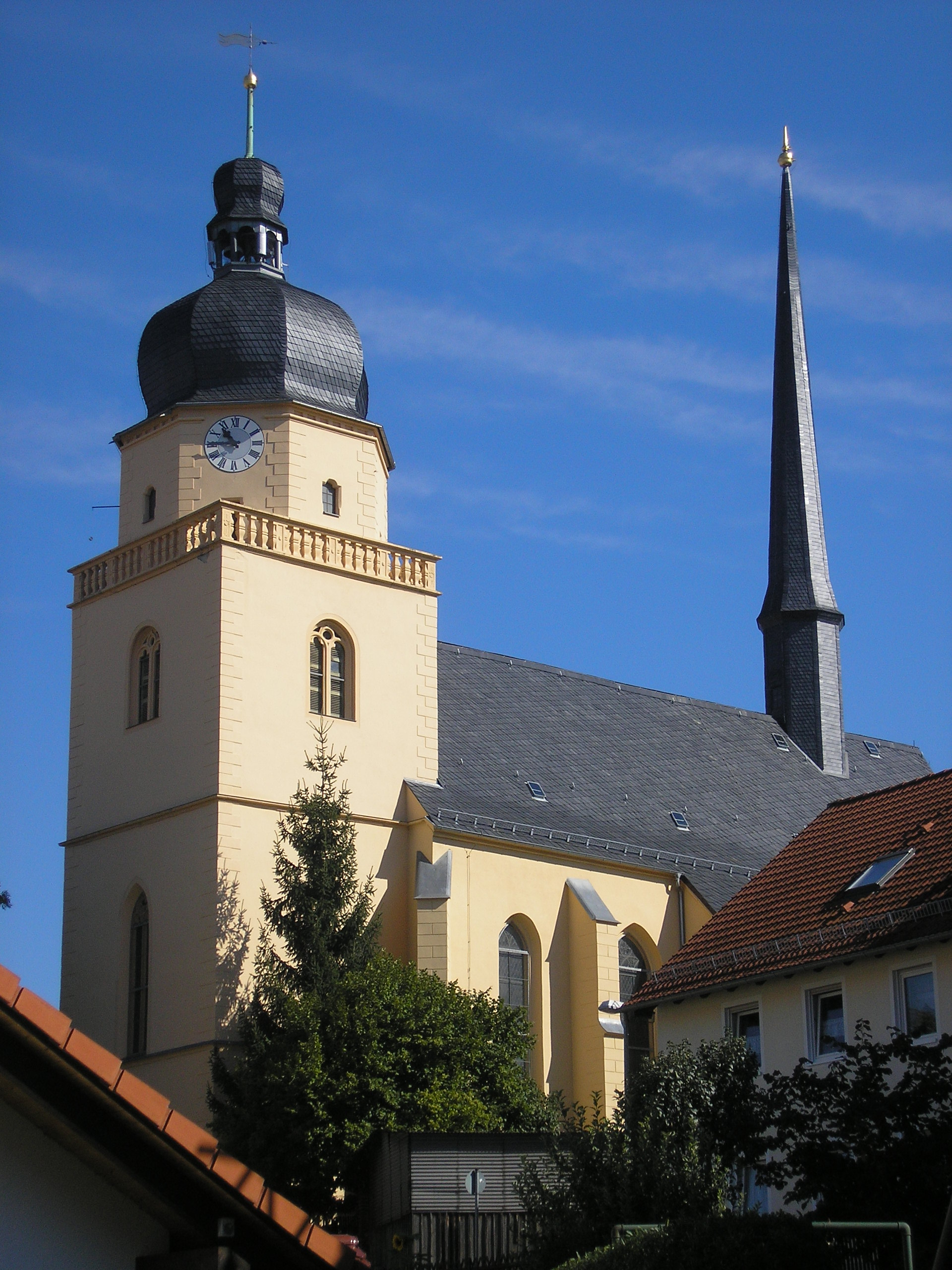
Stadskerk van Gößnitz

Gößnitz is een stad in de Duitse deelstaat Thüringen, gelegen in de Landkreis Altenburger Land. De stad telt 3.389 inwoners.